# Зеленівський Роман Ізраїлевич
Зеленівський Роман Ізраїлевич (нар. 1 червня 1921, Старобешеве — †11 березня 1986, Донецьк) — радянський військовик часів Другої Світової війни.

## Життєпис
Народився 1 червня 1921 року в Старобешеве. У 1931 році з батьками переїхав до Сталіно. У 1940 році закінчив середню школу № 1 і до 1941 року був студентом індустріального інституту.
У червні 1941 року мобілізовний до армії, служив рядовим у запасному танковому полку в Чугуєві. До 1942 року навчався в Пензенському мінометному училище, отримав звання лейтенант.
З травня 1942 року на фронті. 160 стрілецька дивізія, перейменована пізніше в 89-ю гвардійську. Командир мінометного взводу під Воронежем. З боями наступав від Воронежа на Харків, Бєлгород, Полтаву.
У 1942—1943 рр. — Начальник штабу батальйону 273 стрілецького полку. Поранений під Богодуховим.
Після одужання повернувся в дивізію, в 270-й гвардійський полк, начальником штабу батальйону. Присвоєно звання майора.
Брав участь у боях на Курській дузі, визволяв Кіровоград, форсував Дніпро, визволяв Кишинів, Бєльці.
19 січня 1945 Зеленівський при прориві оборони під Варшавою був важко поранений. Закінчив війну в Польщі в званні гвардії майора.
У 1945—1949 рр. навчався в Сталінському індустріальному інституті, закінчив його за фахом «інженер-металург, механік».
З 1949 по 1986 працює на ДМЗ інженером, заступником начальника ЦЗЛ.
Помер 11 березня 1986. Похований у Донецьку.

## Нагороди
- орден Олександра Невського
- орден Бойового Червоного Прапора
- 2 ордена Вітчизняної Війни
- орден Червоної Зірки